# Юхан М'єльбю
Ю́ган М'є́льбю (швед. Johan Mjällby, нар. 9 лютого 1971, Стокгольм) — шведський футболіст, захисник. По завершенні ігрової кар'єри — футбольний тренер. Наразі входить до тренерського штабу клубу «Селтік».

## Клубна кар'єра
У дорослому футболі дебютував 1990 року виступами за команду клубу АІК, в якій провів вісім сезонів, взявши участь у 135 матчах чемпіонату. 
Своєю грою за цю команду привернув увагу представників тренерського штабу клубу «Селтік», до складу якого приєднався 1998 року. Відіграв за команду з Глазго наступні шість сезонів своєї ігрової кар'єри. Більшість часу, проведеного у складі «Селтіка», був основним гравцем захисту команди.
Протягом 2004—2005 років захищав кольори команди клубу «Леванте».
Завершив професійну ігрову кар'єру у клубі АІК, у складі якого вже виступав раніше. Прийшов до команди 2005 року, захищав її кольори до припинення виступів на професійному рівні у 2006.

## Виступи за збірну
1997 року дебютував в офіційних матчах у складі національної збірної Швеції. Протягом кар'єри у національній команді, яка тривала 8 років, провів у формі головної команди країни 49 матчів, забивши 4 голи.
У складі збірної був учасником чемпіонату Європи 2000 року у Бельгії та Нідерландах, чемпіонату світу 2002 року в Японії і Південній Кореї, чемпіонату Європи 2004 року у Португалії.

## Кар'єра тренера
Розпочав тренерську кар'єру, повернувшись до футболу після невеликої перерви, 2010 року, увійшовши до тренерського штабу клубу «Селтік». Наразі досвід тренерської роботи обмежується цим клубом, в якому Юхан М'єльбю працює і досі.

## Титули і досягнення
- Чемпіон Швеції (2):

АІК: 1992, 1998
- Володар Кубка Швеції (2):

АІК: 1995/96, 1996/97
- Чемпіон Шотландії (3):

«Селтік»: 2000/01, 2001/02, 2003/04
- Володар Кубка Шотландії (2):

«Селтік»: 2000/01, 2003/04
- Володар Кубка шотландської ліги (2):

«Селтік»: 1999/2000, 2000/01